# Castell de Devín
El Castell de Devín és un castell situat l barri de Devín, part de Bratislava, la capital. El castell es un monument nacional del patrimoni cultural d'Eslovàquia. Es diu en eslovac: hrad Devín o Devínsky hrad i en hongarès: Dévény.

## Història
Té una posició estratègica, a una altitud de 212 m a la confluència dels rius Danubi i Morava, que constitueixi un lloc ideal per a una fortalesa. El seu propietari pot controlar la important via comercial al llarg del Danubi: aquest és el motiu pel qual des del Neolític hagi estat habitat. Les fortificacions es van desenvolupar a l'edat del bronze i a l'Edat de ferro. Més tard, cèltics i romans van hi van construir una fortalesa. Entre les ruïnes d'origen romà se'n van trobar que haurien pertingut a la primera església cristiana al nord del Danubi.
El castell eslau va ser fundat al segle viii i va exercir un paper crucial durant les freqüents guerres entre Moràvia i els francs. Després de la construcció, s'hi va afegir una església, inspirada dels romans d'Orient de la regió de Macedònia, lloc des del qual els sants Ciril i Metodi van arribar a Moravia. L'església va ser decorada per pintors italians.

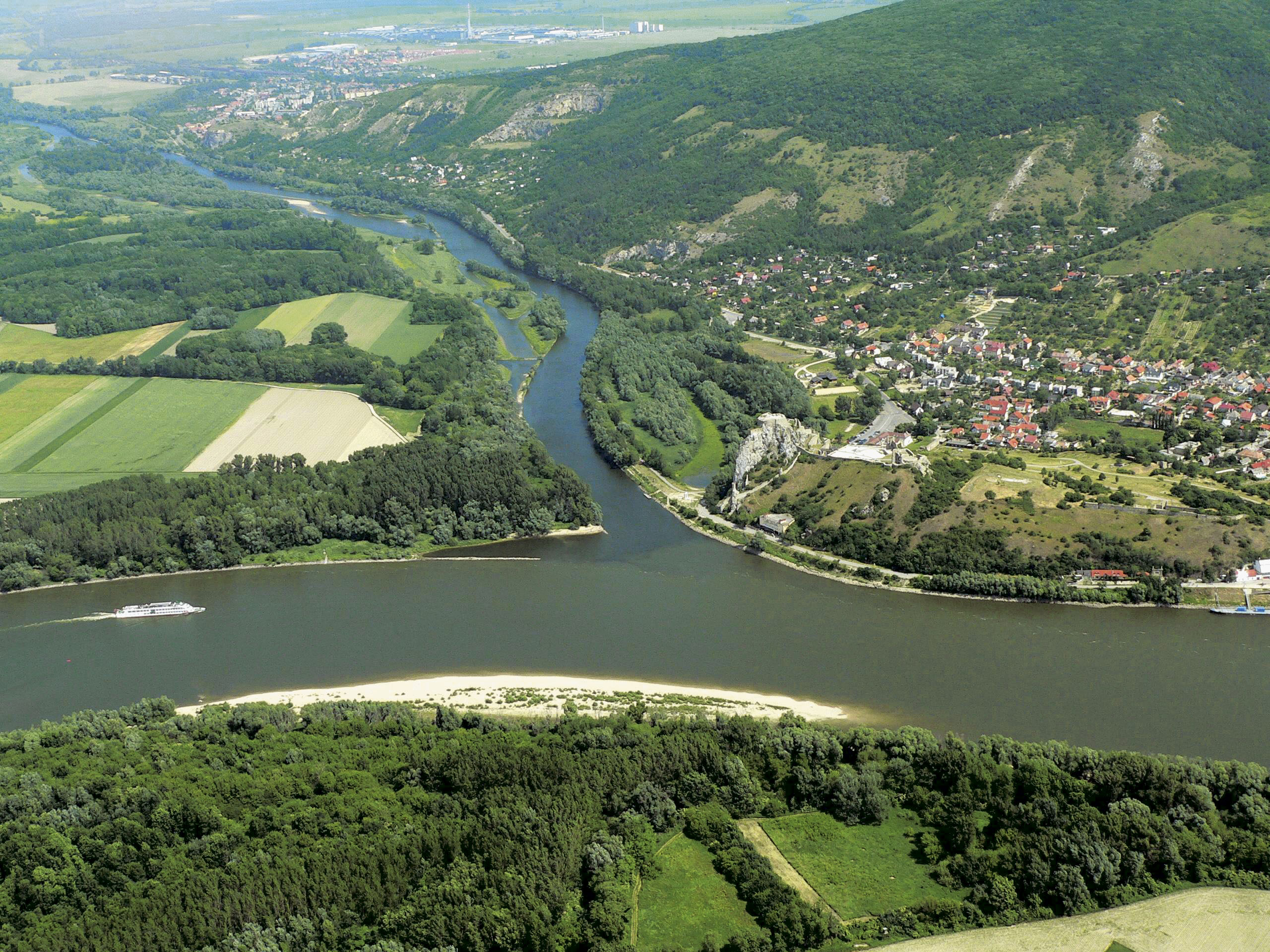
Vista aèria del castell.

Al segle xiii es va erigir un castell medieval de pedra per protegir la frontera occidental del Regne d'Hongria: el nom en llatí medieval de «castelanus de Devin» va aparèixer el 1320. Al segle xv s'hi va agregar un palau, i les fortificacions van ser reforçades durant les guerres contra l'Imperi Otomà. El 1809, el castell va ser destruït per Napoleó Bonaparte.
A partir del segle xix, Devín va esdevenir un símbol nacional pels eslovacs, considerat com el punt més occidental del Regne d'Hongria. La seva història ha inspirat molts poetes del Romanticisme, com el poeta hongarès Endre Ady utilitzat com a símbol de la modernitat i la occidentalització en el seu poema «Góg i Magóg».
Algunes parts del castell es van reconstruir al segle xx. Avui dia el castell alberga un museu. En investigacions arqueològiques hi han descobert un assentament prehistòric i restes d'una torre romana del segle i.